# Nguyễn Phan Quế Mai
 (août 2024).
Nguyễn Phan Quế Mai, née le 12 août 1973, est une poète et romancière vietnamienne,,,.

## Biographie
Elle est l'auteur de douze livres de poésie, de fiction et de non-fiction en vietnamien et en anglais. Elle a commencé sa carrière d'écrivain avec de la poésie en vietnamien et a été honorée de certains des plus grands prix littéraires au Vietnam, notamment le prix de poésie de l'année 2010 de l'Association des écrivains de Hanoi, le premier prix, la poésie sur 1 000 ans de Hanoi, ainsi que le Prix des arts et de la littérature de la capitale. 
Son premier roman et premier livre écrit en anglais, The Mountains Sing , est sorti en 2020,,,. Le titre français est Pour Que Chantent les Montagnes. Le roman est une saga familiale fictive qui donne voix à des événements historiques rarement documentés. Le livre est devenu un best-seller international et a été finaliste du Dayton Literary Peace Prize 2021, lauréat du BookBrowse Best Debut Award 2020, des International Book Awards 2021, du PEN Oakland/Josephine Miles Literary Award 2021 et du Lannan 2020. Les écrits de Quế Mai ont été traduits en vingt langues et sont parus dans des publications importantes, dont le New York Times.
Elle est titulaire d'un doctorat en écriture créative de l'Université de Lancaster. Elle a été nommée par Forbes Vietnam comme l'une des 20 femmes inspirantes de 2021. Son deuxième roman écrit en anglais, Dust Child, est sorti en mars 2023. Le titre français est Là où Fleurissent les Cendres,.
Avec Dust Child, Quế Mai continue de découvrir des histoires rarement racontées liées à l’histoire vietnamienne. Le roman se concentre sur l'expérience amérasienne – des enfants nés de mères vietnamiennes et de pères militaires américains. Comme The Mountains Sing, Dust Child a reçu des éloges de la critique et a été élu meilleur livre de l'année/du mois/de la saison par de nombreux médias. Le Boston Globe le qualifie de « roman exquis ». The Dust Child a été nommé pour le Dayton Literary Peace Prize 2024 parmi six romans .